# Motya leucopis
Motya leucopis är en fjärilsart som beskrevs av William Schaus 1910. Motya leucopis ingår i släktet Motya och familjen trågspinnare. Inga underarter finns listade i Catalogue of Life.